# Chillin (bài hát của Wale)
"Chillin" là một ca khúc của rapper người Mỹ Wale. Nó hợp tác với Lady Gaga và được chọn làm đĩa đơn chính từ album đầu tay của anh Attention: Deficit. Nó chính thức ra mắt vào ngày 2 tháng 6 năm 2009. Một bản phối lại của bài hát có mặt trong bản mixtape của Wale Back to the Feature, dưới tên "Chillin (Catch vs 9th)". Một video đi kèm cho đĩa đơn với sự tham gia Wale và Gaga ở nhiều nơi trong hoặc gần Washington D.C..

## Video âm nhạc

Wale và Lady Gaga trên cầu, trong video âm nhạc "Chillin".

Video này do Chris Robinson đạo diễn. Sau đó, ba mươi giây của đoạn video được đưa lên trên trang web chính thức của MTV Samedi. Đoạn video đầy đủ được đưa lên trên kênh YouTube của Interscope vào ngày 2 tháng 6, 2009. Nhiều áp phích cổ động của Barack Obama và banner với dòng chữ nổi tiếng của Martin Luther King, Jr. "I Have a Dream" cũng có mặt trong video. Vào tháng 8, bài hát đạt dến vị trí #12 trên Billboard's 'Hot Videoclip Tracks'.

## Xếp hạng
| Bảng xếp hạng (2009)      | Vị trí cao nhất |
| ------------------------- | --------------- |
| Australian Singles Chart  | 29              |
| Canadian Hot 100          | 73              |
| Eurochart Hot 100 Singles | 42              |
| Irish Singles Chart       | 19              |
| UK Singles Chart          | 12              |
| U.S. Billboard Hot 100    | 99              |